# NGC 5490B
NGC 5490B is een spiraalvormig sterrenstelsel in het sterrenbeeld Ossenhoeder. Het hemelobject werd op 14 maart 1784 ontdekt door de Duits-Britse astronoom William Herschel.

## Synoniemen
- MCG 3-36-67
- ZWG 103.97
- KUG 1407+177
- PGC 50572